# MT Aerospace
Die MT Aerospace AG ist ein mittelständisches Unternehmen mit Sitz in Augsburg, das überwiegend Bauteile für die Luft- und Raumfahrtbranche produziert. Es handelt sich dabei um ein Tochterunternehmen des Raumfahrt- und Technologiekonzerns OHB.
Neben Produkten für die Luft- und Raumfahrt werden bei der Tochtergesellschaft MT Mechatronics in Mainz mechatronische Systeme für Antennen und Teleskope hergestellt. Die Raumfahrtsparte ist mit rund 75 % Umsatzanteil allerdings Haupteinnahmequelle des Unternehmens.

## Geschichte

MAN Technologie

Im Jahre 1969 gründete der MAN-Konzern die Abteilung „MAN Neue Technologie“ als Zentralbereich für konzernweite Forschung und Entwicklung. Bereits kurz darauf im Jahre 1971 beteiligt sich das Unternehmen erstmals an dem Raumfahrtprojekt Europa aus dem später die Ariane-Raketen hervorging.
Als weiteres Geschäftsfeld wurde ab 1989 die Lieferung für Wassertanks für die A320–Modelle erschlossen. Bereits 5 Jahre später wurde der 1000. Wassertank ausgeliefert.
1996 erfolgte die Übernahme der Tankfertigung des Ariane-Programms von der DASA in Oberpfaffenhofen. Ein Jahr später wurde die Zeppelin Technologie GmbH in Friedrichshafen übernommen und die Tochtergesellschaft MAN Spatial Guyane S.A.S. für den Betrieb und die Wartung der Startanlagen am Weltraumbahnhof in Kourou gegründet. Im Jahr 2000 übernahm man Dowty Boulton Ltd. in Wolverhampton und somit den Geschäftsbereich für Tanks von Satelliten.
Die MT Aerospace AG entstand im Juli 2005 nach dem Aufkauf der Aktien des Tochterunternehmens MAN Technologie AG von MAN durch die OHB aus Bremen (zu 70 %) und die Apollo Capital Partners aus München (zu 30 %).
In Santiago de Chile gründet die MT-Aerospace AG, als Montagedienstleister des ALMA-Teleskopes, im Jahr 2009 die MT Mecatronica. Im selben Jahr erfolgt der Zuschlag für die Entwicklung und Fertigung der Abwassertanks für den Airbus A350 sowie die Qualifikation für die Treibstofftanks im Alphabus für die Versorgung der ISS.
2010 erfolgt die Übernahme des Triebwerkszulieferers Aerotech Peissenberg durch die MT Aerospace Holding GmbH.

## Produkte
Bereich Raumfahrt
- Ariane-5-Komponenten
  - Boostergehäuse
  - Tankdome für die Flüssigtreibstoff-Tanks der Ariane-5-Hauptstufe
  - Hochdruck-Hydrauliktanks für die Boosterdüsensteuerung
  - Hitzeschutzelemente einiger Gehäusekomponenten im Abgasbereich
  - Verbindungsstruktur zwischen Boostern und Hauptstufe (Front Skirt)
- Strukturteile und -tanks für das ATV
- Satellitenkomponenten
- Infrastrukturbau und -service am Centre Spatial Guyanais der ESA in Französisch-Guyana
- Hitzeschutzkomponenten für Raumgleiter, Gleitlagerkomponenten, und Schrauben aus Verbundkeramik
- RFA One

Bereich Luftfahrt
- Trink- und Abwassertanks in Leichtbauweise (unter anderem für die Airbustypen der A320-Familie, A330 und A340)
- Faserverbundstrukturbauteile (unter anderem für den Kampfhubschrauber Eurocopter Tiger und den Airbus A400M)
- Komponenten für militärische Raketen (unter anderem POLYPHEM, ALARM, AIM-132 ASRAAM, EURAAM, HFK, Taurus)

Bereich Antennen & Mechatronik
- Systempartner für Antennen, Teleskope und Mechatronik

## Verfahrenstechniken
Für diese Produkte und bezahlte Anwendungsentwicklungen sind verschiedene, zum Teil sehr fortschrittliche Verfahrenstechniken im Einsatz:
- Fließdrücken von Stahlringen zu Boostergehäusen der Trägerrakete Ariane 5
- Rührreibschweißen von Raketentanks
- Umformungen von Metallen zu Tankkomponenten mittels Kryotechnik
- Gewebeablege- und Faserwickeltechniken für die Herstellung von CFK-Komponenten
- Vakuuminfusionstechnik für CFK-Bauteile im Bereich der Luftfahrt- und Raumfahrttechnik
- CVI-Verfahren zur Herstellung von Verbundkeramikkomponenten

## Standorte
Standorte bestehen in Augsburg, Mainz, Santiago de Chile und Kourou in Französisch-Guyana.